# Nakamura Tsune

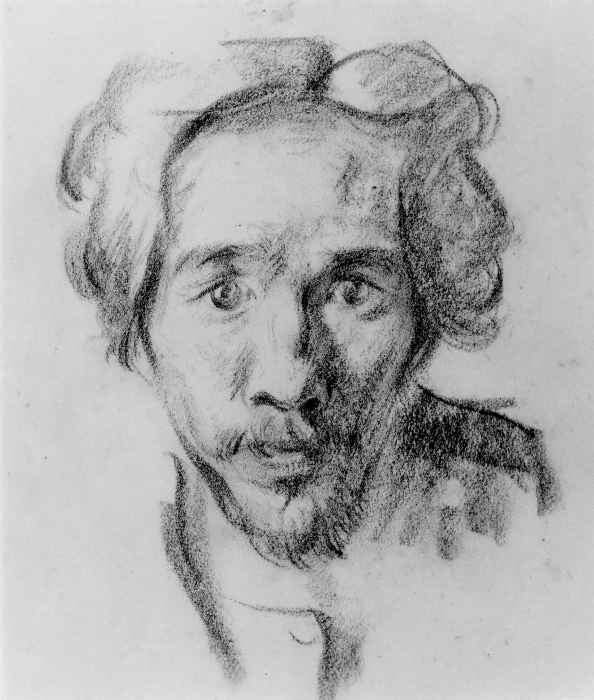
Selbstbildnis 1922

Nakamura Tsune (japanisch 中村 彝; geb. 3. Juli 1887 in Mito; gest. 24. Dezember 1924) war ein japanischer Maler der Yōga-Richtung.

## Leben und Wirken

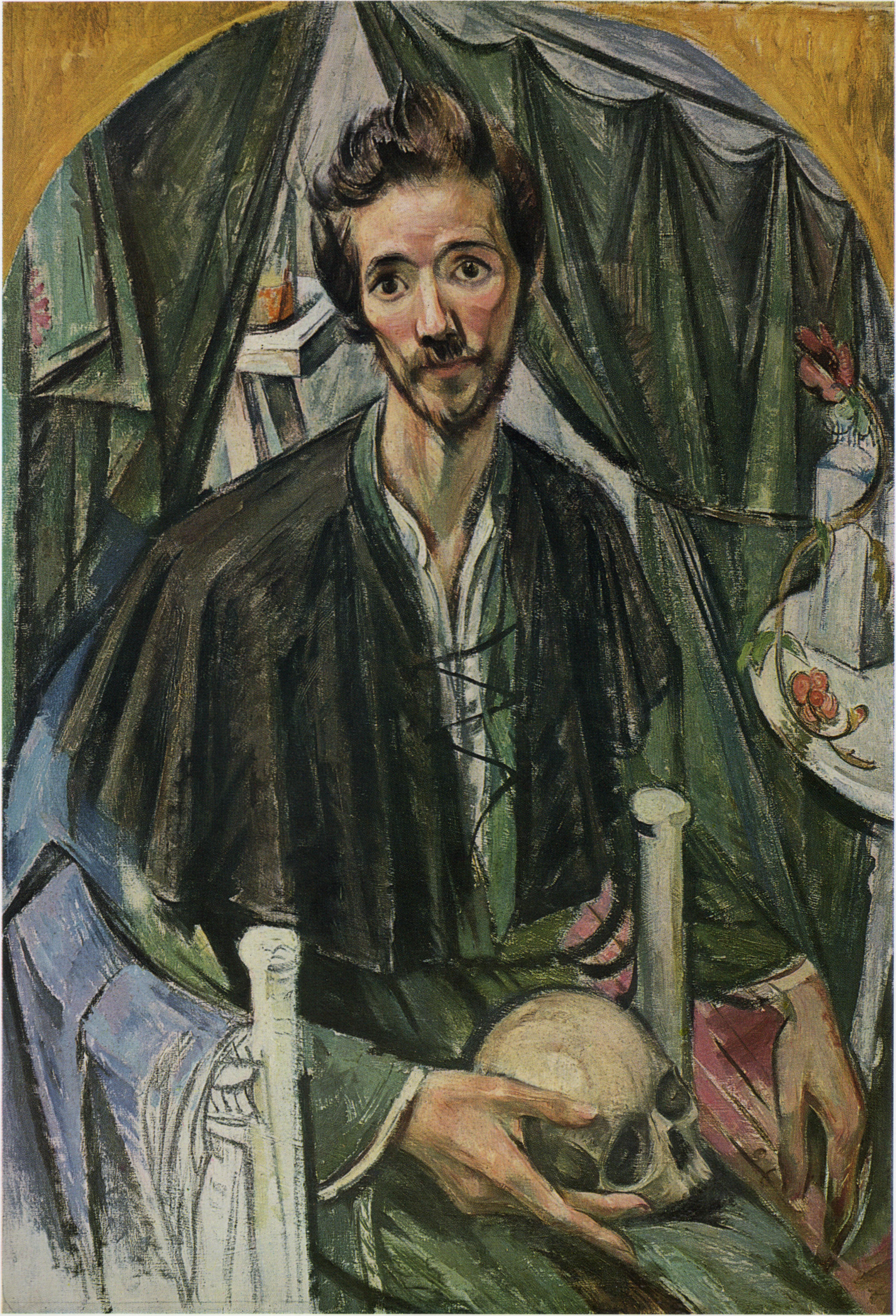
Selbstbildnis mit Schädel

Nakamura wurde in Mito (Präfektur Ibaraki) als Sohn eines Samurai geboren. Zunächst meldete er sich beim Militär und besuchte die Vorbereitungsschule des Heeres in Nagoya. Diese Laufbahn musste er jedoch aus gesundheitlichen Gründen aufgeben. Er orientierte sich neu und besuchte ab 1909 die Schule der Künstlervereinigung Hakubakai (白馬会). Im Jahr darauf wechselte er zur Ausbildungsstätte der Taiheiyō Gakai Kenkyūjo (太平洋画会研究所, engl. Pacific Art Society) und studierte Ölmalerei unter Nakamura Fusetsu (1866–1943) und Mitsutani Kunishirō (1874–1936).
1909 wurde sein Ölbild „Felsen“ (巌, Iwao) in der dritten Ausstellung des Kultusministeriums, kurz „Bunten“ genannt, lobend erwähnt. Im folgenden Jahr erhielt sein Bild „Dorf am Meer“ (海辺の村, Umibe no mura) einen dritten Preis. So war er auf gutem Wege zur Anerkennung, als ihn seine Krankheit wieder einholte. Sōma Aizō und seine Frau Kokkō, Betreiber der Shinjuku Nakamura-ya Bäckerei, kümmerten sich um Nakamura, und so konnte er 1914 wieder ausstellen, erhielt wieder einen dritten Preis und im folgenden Jahr einen zweiten Preis.
Sein Malstil bekam nun eine impressionistische Note, malte von Renoir beeinflusst, 1916 das „Portrait von Prof. Tanakadate“ (田中館博士の肖像, Tanakadate hakase no shōzō) Ein weiteres bekanntes Bild ist das Portrait des blinden russischen Schriftstellers Jeroschenko aus dem Jahr 1920.
Trotz Fieber und Hämoptyse arbeitete er weiter, die europäische Szene verfolgend. Das „Selbstbildnis mit Schädel“ (髑髏を持てる自画像, Dokuro o moteru jigazō) 1923/24 und „Bildnis der alten Mutter“ (老母像, Rōbozō) dürften seine letzten Werke gewesen sein.
Nakamura übersetzte im Zusammenhang mit seinen Renoir-Studien das Werk „Le Livre de l'Art“ ins Japanische, das seinerseits eine Übersetzung von Victor Mottez (1809–1897) des Werkes von Cennino Cennini (1370–1440) war und für das Cézanne das Vorwort geschrieben hatte. – Nakamura hinterließ auch eine Reihe von Gedichten und eine Essay-Sammlung (芸術の無限感, Geijutsu no mugen-kan) zu seiner Sicht auf die Malerei.
Nakamuras Atelier ist in seiner ursprünglichen Form erhalten und öffentlich zugänglich.

## Bilder

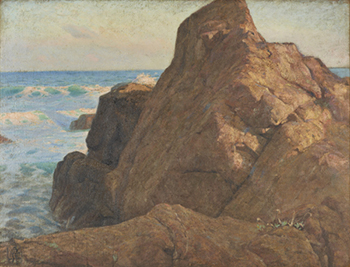
„Felsen“, 1909
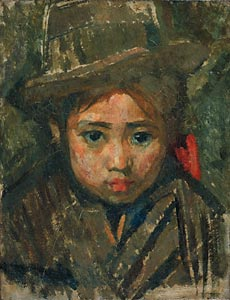
„Mädchen“, 1912
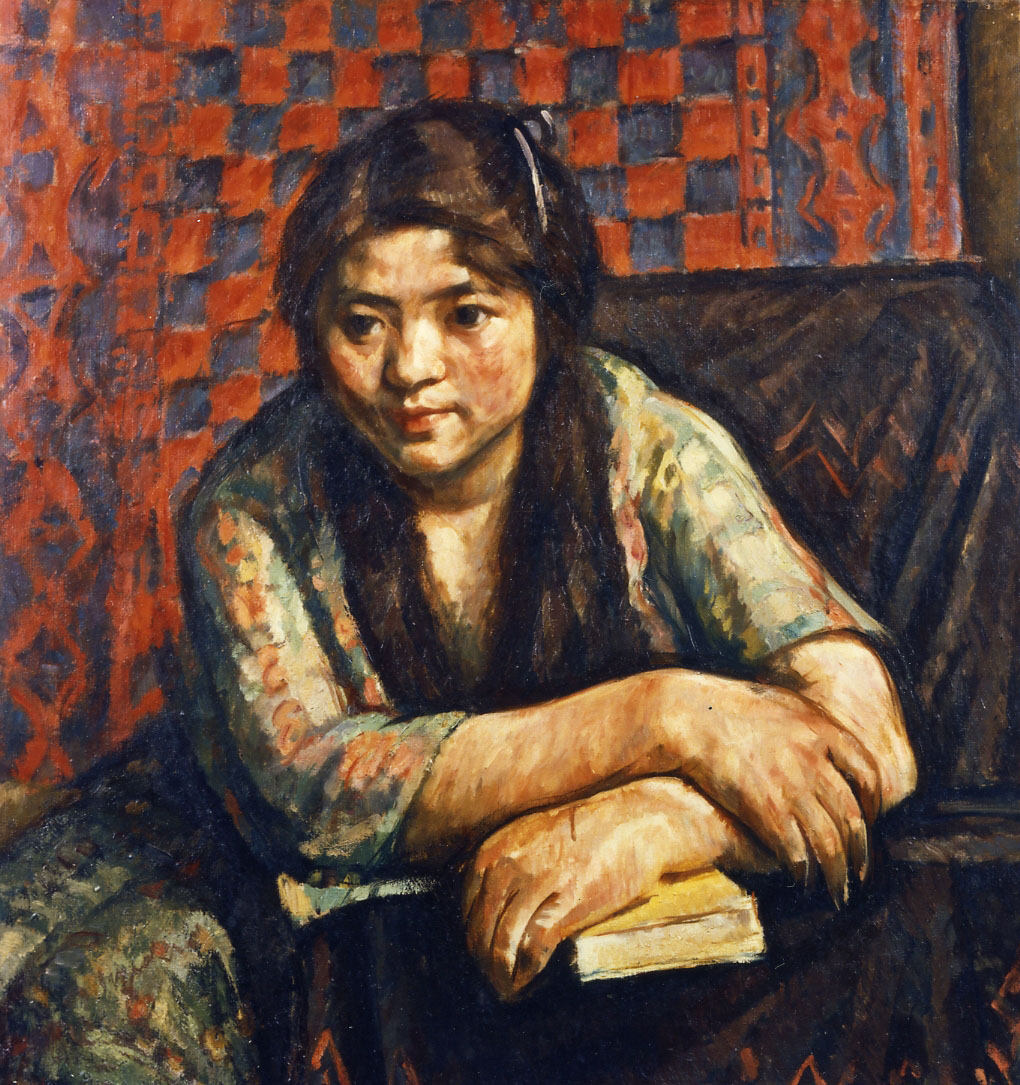
„Mädchen“, 1914[A 2]
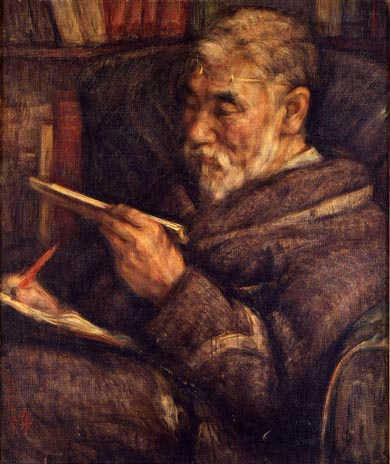
„Tanakadate“, 1916[A 3]
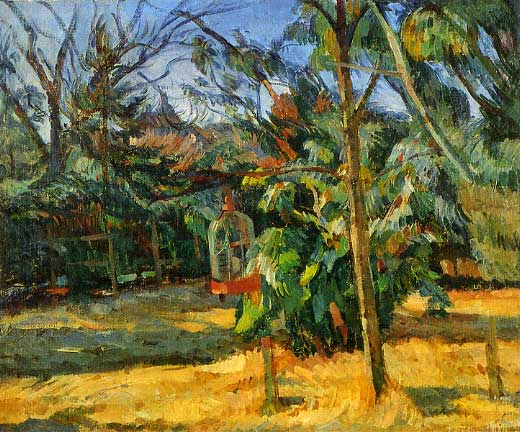
„Garten mit Vogelkäfig“, 1918
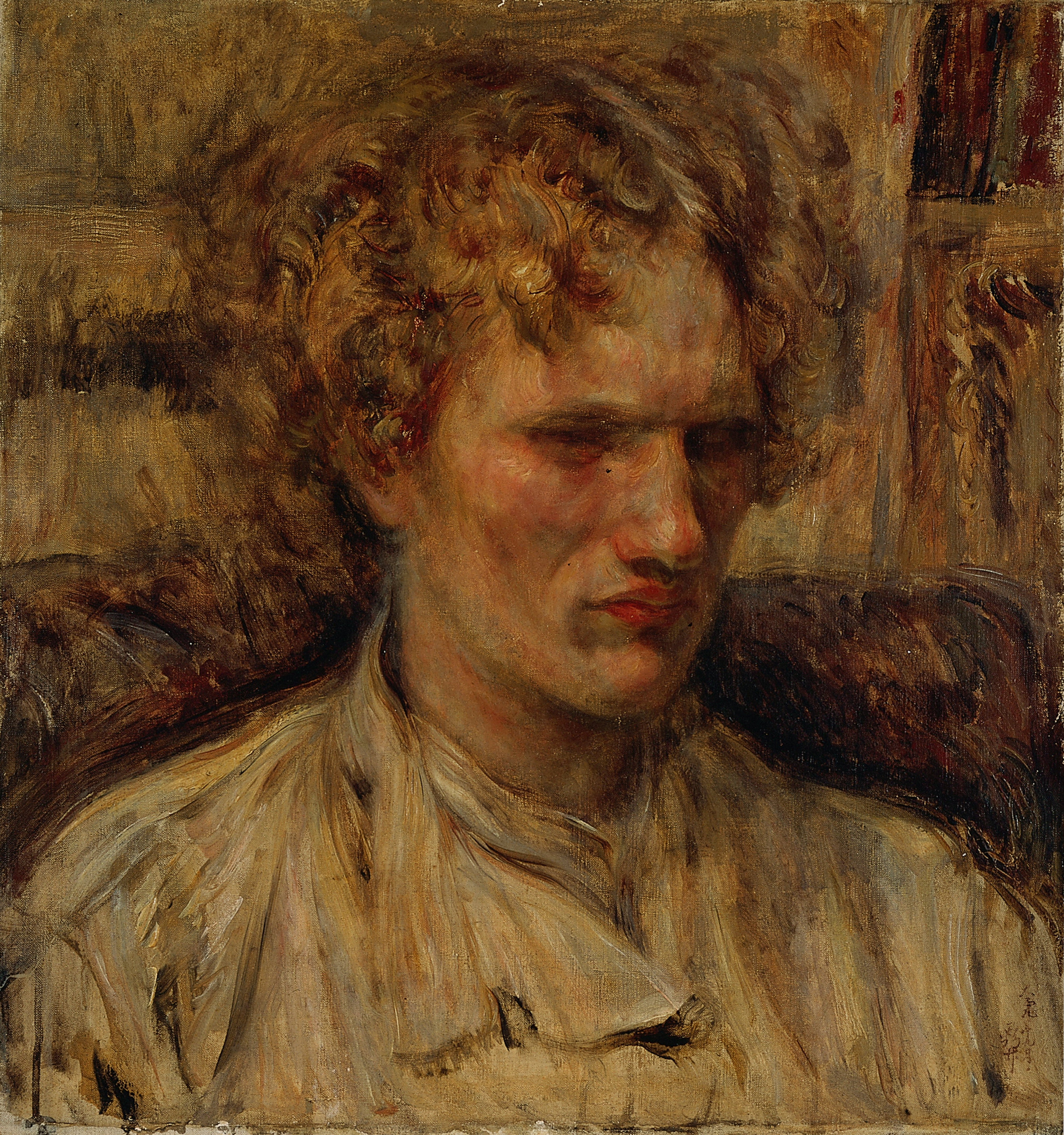
„Jeroschenko“, 1920